# Цона Продутива Вурца (Болцано)
Цона Продутива Вурца је насеље у Италији у округу Болцано, региону Трентино-Јужни Тирол.
Према процени из 2011. у насељу је живело 75 становника. Насеље се налази на надморској висини од 230 м.